# Optioservus castanipennis
Optioservus castanipennis är en skalbaggsart som först beskrevs av Henry Clinton Fall.  Optioservus castanipennis ingår i släktet Optioservus och familjen bäckbaggar. Inga underarter finns listade i Catalogue of Life.